# Динарска четничка дивизија
Динарска дивизија је била четничка дивизија која је постојала током Другог светског рата састављена од локалног српског становништва у Независној Држави Хрватској. Добила је име по планини Динари у данашњој Хрватској. Динарска дивизија била је једно време активни део италијанске Добровољачке антикомунистичке милиције. Поред тога, дивизија је добијала помоћ од Милана Недића, шефа српске квислиншке Владе народног спаса и Димитрија Љотића, вође Српског добровољачког корпуса. Дивизија се крајем 1944. и почеком 1945. повукла са Немцима у Словенију.

## Организација
Након Априлског рата, силе Осовине су поделиле Југославију. На подручју данашње Хрватске и Босне и Херцеговине проглашена је Независна Држава Хрватска. Италија је анектирала дио јадранске обале (зона I), док су од границе анектираних територија до демаркационе линије са њемачком зоном НДХ успоставили зону II (демилитаризована зона) и зону III.
После консолидације власти, усташе су у прољеће и љето започеле са масовним хапшењима и убиствима Срба на подручјима Лике, сјеверне Далмације, Кордуна и Баније. Због тога су Срби бежали у италијанску окупациону зону надајући се заштити. Центар окупљања српских избеглица било је село Кистање. Ту су се крајем маја окупили представници предратних грађанских странака међу којима су Нико Новаковић и Стево Рађеновић, као и свештеник Момчило Ђујић. Они су од италијанских власти захтевали да Италијани заштите Србе од усташког терора.
Паралелно са овим догађајима текле су припреме КПЈ за подизање устанка. Устанак у НДХ је избио 27. јула и ускоро су устаници протјерали усташе из знатних дијелова западне Босне, Лике и сјеверне Далмације. Ширење устанка, у ком су главну улогу имали комунисти је забринуло и Италијане, због страха да се он може пренети и у њихову окупациону зону.
Међу устаницима је дошло до раскола око тога треба ли се борити само против НДХ или и против свих осталих окупатора. Фракција око Ђујића је закључила да с Италијанима треба сарађивати у замјену за оружје, опрему и заштиту од усташке одмазде.
У команди дивизије »Сасари« у Книну 29. октобра 1941. године Ђујић с Италијанима потписао споразум о организовању четничких јединица. Основан је пук »Петар Мркоњић« на челу с Брковићем и Ђујићем, који је обухватао подручје Голубића, Плавна, Стрмице, Книнског поља и Ковачића. Због тога организује народни збор у Црним Потоцима у новембру 1941. када се оснива Динарска четничка дивизија. Ђујић, који је већ био командант пука „Петар Мркоњић”, бива изабран за команданта дивизије, а за његовог помоћника је изабран командант пука „Гаврило Принцип”, Бранко Бране Богуновић, на чији предлог је Ђујић и изабран за команданта. По свом саставу и дејству Динарска дивизија била је готово независна војна формација са лабавим или никаквим везама са централном командом. Главне ударне песнице дивизије у току целокупних ратних дејстава биле су борбене јединице под командом Бранка Богуновића и [[Мане Роквић|Манета Роквића. Задатак Динарске дивизије био је одбрана српског народа масовних покоља усташког режима НДХ, односно на подручјима у њеној оперативној зони.
Пукови у северној Далмацији основани су на територијалном принципу, главна задатак им је била одбрана села, али се такође рачунало с могућношћу њиховог упућивања у друге крајеве. Стварање тих јединица је показивало и амбиције појединих четничких руководилаца, заинтересованих да организују властите одреде и ставе их под своју команду како би учврстиле властите позиције и јачали особни утицај. Због тога је долазило до сукоба између водећих четника.
Динарска дивизија је образована почетком јануара 1942. пошто је Ђујић ступио у контакт са Илијом Трифуновићем Бирчанином. Бирчанин је добио задатак да организује четничке јединице у западној Босни, Лици и сјеверној Далмацији и у те крајеве је слао официре бивше Југословенске војске да помогну. Дивизија је обухватала четничке одреде на тромеђи Далмације, Лике и северозападне Босне (Босанске Крајине). Поп Ђујић је номинално прихватао генерала Драгољуба Михаиловића као свог врховног команданта, али није дозвољавао професионалним официрима да преузму команду над његовом дивизијом. За капетана Иванишевића, којем су Бирчанин и Михаиловић доделили титулу војводе динарског, Ђујић је тврдио да је „Динару видео само из брзог воза”.
Командант Динарске дивизије (са око 3.400 бораца) био је четнички војвода Момчило Р. Ђујић (1907—1999). Дивизија је организована је уз велику помоћ Италијана и Илије Трифуновића-Бирчанина. Прве борбе и почетак устанка против усташа кренуле су у јулу 1942. године.
По свом саставу и дејству Динарска дивизија била је готово независна војна формација на тлу Југославије у Другог светском рату (1941—1945) са лабавим или никаквим везама са централном командом.

### Капитулација Италије и сарадња са немачком војском
Месецима пре италијанске капитулације њемачки генерали и дипломате на Балкану су били увјерене да борба против партизана чисто војни приступом не може успјети, већ да је потребно наћи новог савезника. Међутим, Хитлер и њемачки врх нису на то пристајали чак и по италијанској капитулацији.
Немачки капетан Мерем из војне обавештајне службе Абвер забележио је у свом извештају од 5. јула 1944. да је сарадња са четницима изванредна и да они замењују једну до две дивизије.
Снажне партизанске јединице, потпомогнуте ратном техником коју су добиле од Британаца, кренуле су да стежу обруч око динарских четника. Борбе су се водиле од 1. новембра до 5. децембра 1944. године и познате су под називом Книнска операција 1944.. До краја 1944. године, због партизанских победа и све веће деморализације својих трупа, Ђујић се обратио Немцима да дозволе четницима да се повуку у Словенију. Када су немачки представници у Загребу одбили, Димитрије Љотић, сада у бегу у Словенији, отпутовао је у Беч и издејствовао одобрење од Хермана Нојбахера. Првих дана децембра 1944. године надмоћније ослободилачке партизанске снаге опкољавају Ђујићеве четнике. У зору, 3. децембра, после тешких борби током Книнске операције Ђујић, уз сагласност збора команданата, доноси одлуку о пробоју према Лици.
Након што је Ђујић затражио писмену гаранцију, Анте Павелић је 21. децембра 1944. наредио оружаним снагама НДХ да дозволе слободан пролаз. Међутим, Ђујић се другим путем повукао до Истре. У Словенији су се Динарска дивизија удружила са четницима Доброслава Јевђевића, Љотићевим Српским добровољачким корпусом и остацима Недићеве Српске државне страже формирали једну јединицу која је била под командом вишег СС и полицијског вође Одила Глобочника у оперативној зони Јадранско приморје. Динарска дивизија се повукла на крају рата (1945) у Италију (преко Трста), где је веома добро прихваћена од стране западних Савезника (Американаца и Енглеза).
Преживели припадници дивизије настанили су се у Америци, Енглеској, Италији, Аустралији, ...итд.

## Јединице Динарске четничке дивизије
| Локација јединице | Назив јединице           | Јачина (људи) | Митраљез | Пушкомитраљез | Заповедник       |
| ----------------- | ------------------------ | ------------- | -------- | ------------- | ---------------- |
| Босанско Грахово  | Пук „Гаврило Принцип”    | 800           | 4        | 8             | Бранко Богуновић |
| Дрвар             | Пук „Краља Александра”   | 600           | 2        | 6             | Мане Роквић      |
| Стрмица           | Пук „Петар Мркоњић”      | 700           | 6        | 12            | Момчило Ђујић    |
| Срб               | Пук „Краља Петра 2.”     | 500           | 2        | 6             | Мирко Марић      |
| Косово            | Пук „Онисм Поповић”      | 600           | 2        | 6             | Владо Новаковић  |
| Пађене            | Буковачки четнички одред | 200           | 1        | 3             | Марко Црљеница   |
| Укупно            | /                        | 3400          | 17       | 41            | /                |

## Галерија
- Лички припадници Динарске дивизије
- Грачачки четнички одред
- Мајор Милан Цвјетићанин са својим четницима
- Жене четници Динарске дивизије
- Динарски четници полажу заклетву